# Wilfrid Roberts
Wilfrid Hubert Wace Roberts (* 28. August 1900 in York; † 26. Mai 1991) war ein britischer Politiker (Liberal Party; Labour Party).

## Leben und Tätigkeit
Roberts war ein Sohn des Parlamentsabgeordneten Charles Henry Roberts und seiner Frau Cecilia, einer Tochter des 9. Earl of Carlisle. Er besuchte die Gresham’s School in Holt, Norfolk und studierte anschließend am Balliol College der Oxford University. Anschließend wurde er Landwirt. Zudem wurde er Besitzer der Zeitung Carlisle Journal.
Politisch schloss Roberts sich in den 1920er Jahren der Liberal Party an.
Anlässlich der britischen Parlamentswahl vom Oktober 1931, bewarb sich Roberts im Wahlkreis North Cumberland als Kandidat der Liberal Party erstmals für einen Sitz im House of Commons, das britische Parlament, unterlag aber gegen den konservativen Gegenkandidaten Frederick Fergus Graham. Bei der Parlamentswahl des Jahres 1935 gelang es Roberts schließlich als Kandidat in diesem Wahlkreis als Abgeordneter ins House of Commons gewählt zu werden. Diesem gehörte er – nachdem sein Mandat bei der Parlamentswahl vom Sommer 1945 bestätigt wurde – insgesamt fünfzehn Jahre lang, bis 1950 an. Bei der Parlamentswahl von 1950 – in der er im Wahlkreis Penrith and The Border kandidierte – verlor Roberts seinen Sitz im House of Commons schließlich, da er in dieser Wahl gegen den Gegenkandidaten der Conservative Party unterlag. Ein Versuch, anlässlich der Parlamentswahl von 1959 ins House of Commons zurückzukehren, scheiterte ebenfalls: In dieser Wahl kandidierte er für die Labour Party, der er sich im Juli 1956 angeschlossen hatte, im Wahlkreis Hexham, musste sich aber dem konservativen Mandatsinhaber Rupert Speir geschlagen geben.
Aufmerksamkeit erregte Roberts in der zweiten Hälfte der 1930er Jahre als einer der nachdrücklichsten Unterstützer der republikanischen Seite im Spanischen Bürgerkrieg im öffentlichen Leben Großbritanniens wurde: So war er Sekretär des Vereinigten Ausschusses für Spanienhilfe (National Joint Committee for Spanish Relief) in Großbritannien, dessen Bildung er selbst – als Mitglied des Spanienausschusses des britischen Parlamentes – vorgeschlagen hatte. Außerdem amtierte er zusammen mit John Macnamara als Sekretär des Ausschusses für die Unterstützung baskischer Kinder. Aufgrund der Intensität seines Engagements für die Opfer des spanischen Krieges wurde er zu dieser Zeit häufig spöttisch als „MP for Spain“ („Abgeordneter des britischen Parlaments für den 'Wahlkreis' Spanien“) bezeichnet.
Auch sonst tat Roberts sich in der Öffentlichkeit als Antifaschist hervor: So befürwortete er die Idee der Bildung einer antifaschistischen Volksfront (Popular Front), wie sie zeitweise in Frankreich bestanden hatte, sowie die Gründung des Left Book Club, der ein gemeinsames Forum für Liberale, Sozialisten und Kommunisten bildete, in dem er sich aktiv betätigte.
Im Parlament übernahm Roberts 1940 den Posten des Assistenten des Parlamentarischen Geschäftsführers seiner Fraktion Percy Harris. Von August 1941 bis März 1942 übte er dann die Funktion des parlamentarischen Privatsekretärs (PPS) des liberalen Parteiführers Archibald Sinclair aus, der zu dieser Zeit den Posten des Luftfahrtministers (Secretary of State for Air) in der Regierung von Winston Churchill bekleidete. Später wurde er Vorsitzender des Ausschusses seiner Partei für Organisationsfragen. Nach dem Krieg stand der dem Unterausschuss des britischen Parlamentes für Haushaltsvoranschläge (Estimates Sub-committee) vor.
Während des Zweiten Weltkrieges gehörte Roberts einem Grenzregiment an.

## Familie
Roberts heiratete 1923 Margaret Jennings († 1924), mit der er eine Tochter hatte. In zweiter Ehe heiratete er 1928 Anne Constance Jennings, mit der er ebenfalls zwei Töchter hatte. Diese Ehe wurde 1957 geschieden. In dritter Ehe freite er Kate Sawyer.